# Arnspitzgruppe
Arnspitzgruppe es una cadena montañosa en Austria y Alemania, en los estados de Tirol y Baviera, entre Seefeld en Tirol y Mittenwald, y entre el valle Leutasch en el oeste y el valle Isar cerca de Scharnitz en el este. En la literatura, el Grupo Arnspitze se clasifica como parte de la Wettersteingebirge. La mayoría del grupo pertenece a Tirol, una parte del noreste de la cadena se encuentra en Baviera. La frontera entre Baviera y el Tirol se desarrolla sobre la cumbre de la Große Arnspitze.
Arnspitzgruppe es una reserva natural de Austria. La reserva natural de Arnspitze se estableció el 19 de noviembre de 1942. Se localiza en el territorio de los municipios de Leutasch y Scharnitz en el distrito de Innsbruck.